# 中性點嵌位

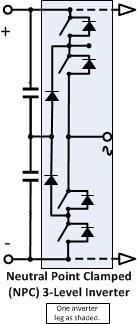
簡化的中性點嵌位三電平拓撲

中性點嵌位（Neutral point clamped）簡稱NPC，是多電平逆變器或變頻器會使用的一種拓樸，常用在大功率的應用中。這類的電氣設備可用在功率高達數百萬瓦特的應用中。
以使用四個功率晶體串聯的三電平變頻器為例，中性點嵌位會將上臂二個功率晶體中間的電壓經由二極體嵌位到中性點，下臂二個功率晶體中間的電壓經由另一個二極體嵌位到中性點。
在中性點嵌位架構中，內側的二個功率晶體，會依輸出交流電的正半週或負半週而切換，切換頻率約為交流電的50 Hz或60 Hz。外側的二個功率晶體會將輸出電壓調整為正弦波，切換頻率約在16 kHz 。